# Microrregión de Ituiutaba
La microrregión de Ituiutaba es una de las microrregiones del estado brasileño de Minas Gerais perteneciente a la Mesorregión del Triángulo Minero y Alto Paranaíba. Mesorregion población fue estimada en 2007 por el IBGE en 136.376 habitantes y está dividida en seis municipios. Posee un área total de 8.728 km².

## Municipios
- Cachoeira Dourada
- Capinópolis
- Gurinhatã
- Ipiaçu
- Ituiutaba
- Santa Vitória

- Datos: Q2463388